# Anagni
Anagni (sprich: Anánji) ist eine italienische Gemeinde (comune) mit 20.627 Einwohnern (Stand 31. Dezember 2023) in der Provinz Frosinone, Region Latium.

## Geographie
Anagni liegt in der Ciociaria auf einem langgestreckten Hügel oberhalb des Sacco-Tals, 66 Kilometer südöstlich von Rom und 22 Kilometer nordwestlich von Frosinone.
Die Stadt ist Mitglied in der Comunità Montana Monti Ernici.
Die Nachbargemeinden sind: Acuto, Ferentino, Fumone, Gavignano (RM), Gorga (RM), Montelanico (RM), Paliano, Piglio und Sgurgola.

### Verkehr
Anagni liegt mit der Ausfahrt Anagni – Fiuggi Terme an der Autobahn A1 Autostrada del Sole von Rom nach Neapel. Der Bahnhof Anagni – Fiuggi, an der Bahnstrecke Rom–Neapel, liegt sieben Kilometer vom Ortszentrum entfernt.

## Geschichte
In der Antike war Anagnia der Hauptort der Herniker, der 306 v. Chr. durch Quintus Marcius Tremulus für Rom erobert wurde.
Anagni ist seit dem 5. Jahrhundert Bischofssitz.
Im Mittelalter hatte Anagni eine wichtige Rolle als Residenz von Päpsten und Ort von Konklaven. Hier residierten Innozenz III., Gregor IX., Alexander IV. und Bonifatius VIII. 1106 wurde Otto von Bamberg von Papst Paschalis II. im Dom gegen dessen Willen zum Bischof von Anagni gewählt. Am gleichen Ort exkommunizierte Gregor IX. Friedrich II. zweimal (1227 und 1239). Papst Hadrian IV. verstarb am 1. September 1159 in Anagni.
Am 7. September 1303 wurde Papst Bonifatius VIII. in seiner Landvilla bei Anagni von einer Bande Bewaffneter überfallen, verprügelt und mit dem Tod bedroht. Dann versuchten die Französisch sprechenden Häscher den 68-jährigen Pontifex zu entführen, wurden aber ihrerseits von den beherzten Bürgern attackiert und mussten Bonifatius nach drei Tagen wieder freilassen. Der Vorfall ging als Attentat von Anagni in die Geschichte ein. Dieser Überfall von Anagni gab den Auftakt zur Verlegung der Papstresidenz nach Avignon und der Epoche des Avignonesischen Papsttums.
Mit dem Ende des Mittelalters verlor Anagni seine Bedeutung. 1556 wurde es vom Herzog von Alba geplündert.

## Sehenswürdigkeiten
Anagni hat eine gut erhaltene Altstadt mit vielen Häusern aus dem 13. bis 15. Jahrhundert.
- Der Dom Santa Maria zählt zu den schönsten romanischen Bauwerken Latiums. Der größte Teil des Doms geht noch auf die erste Bauphase 1077–1104 zurück. Das Querschiff wurde um 1200 errichtet. Papst Alexander IV. weihte 1255 die große Hallenkrypta, deren bedeutenden Fresken zwischen 1231 und 1255 entstanden und noch vollständig erhalten sind.
- Unterhalb des Doms steht der Papstpalast aus dem frühen 13. Jahrhundert in dem einige große, zum Teil ausgemalte, Säle zu besichtigen sind.
- Der Palazzo Comunale, das Rathaus, aus dem 13. Jahrhundert hat einen großen gewölbten Durchgang.
- Die Casa Barnekow ist ein schönes Beispiel eines Wohnhauses aus dem 14. Jahrhundert.

Bilder aus Anagni
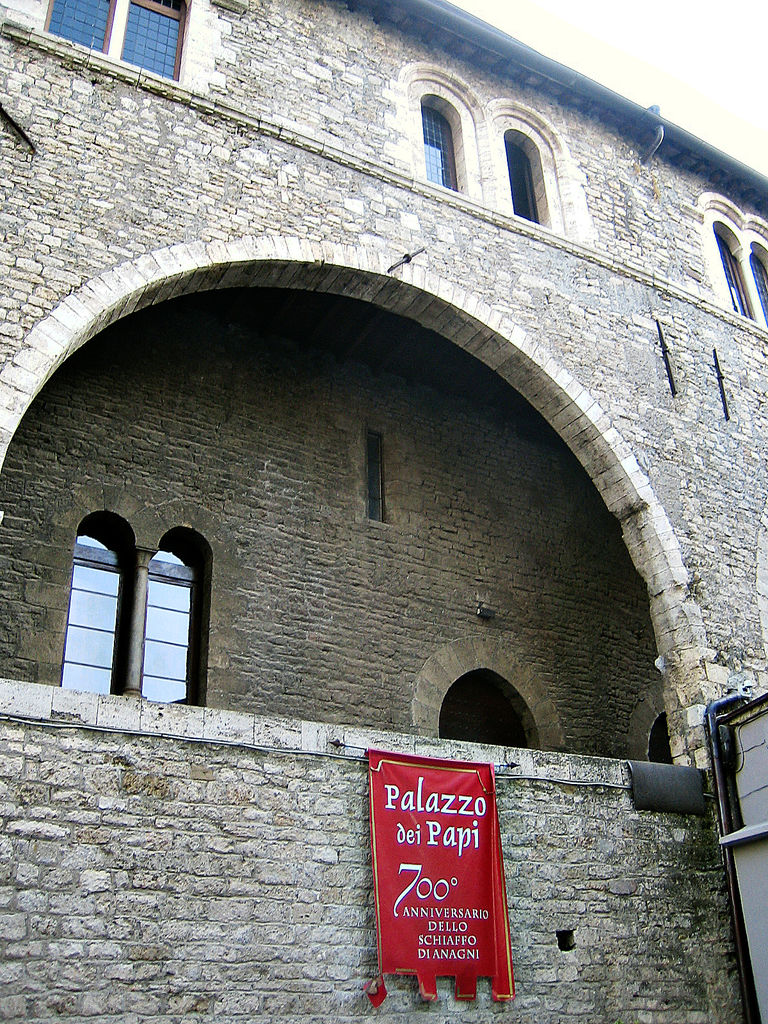
Papstpalast
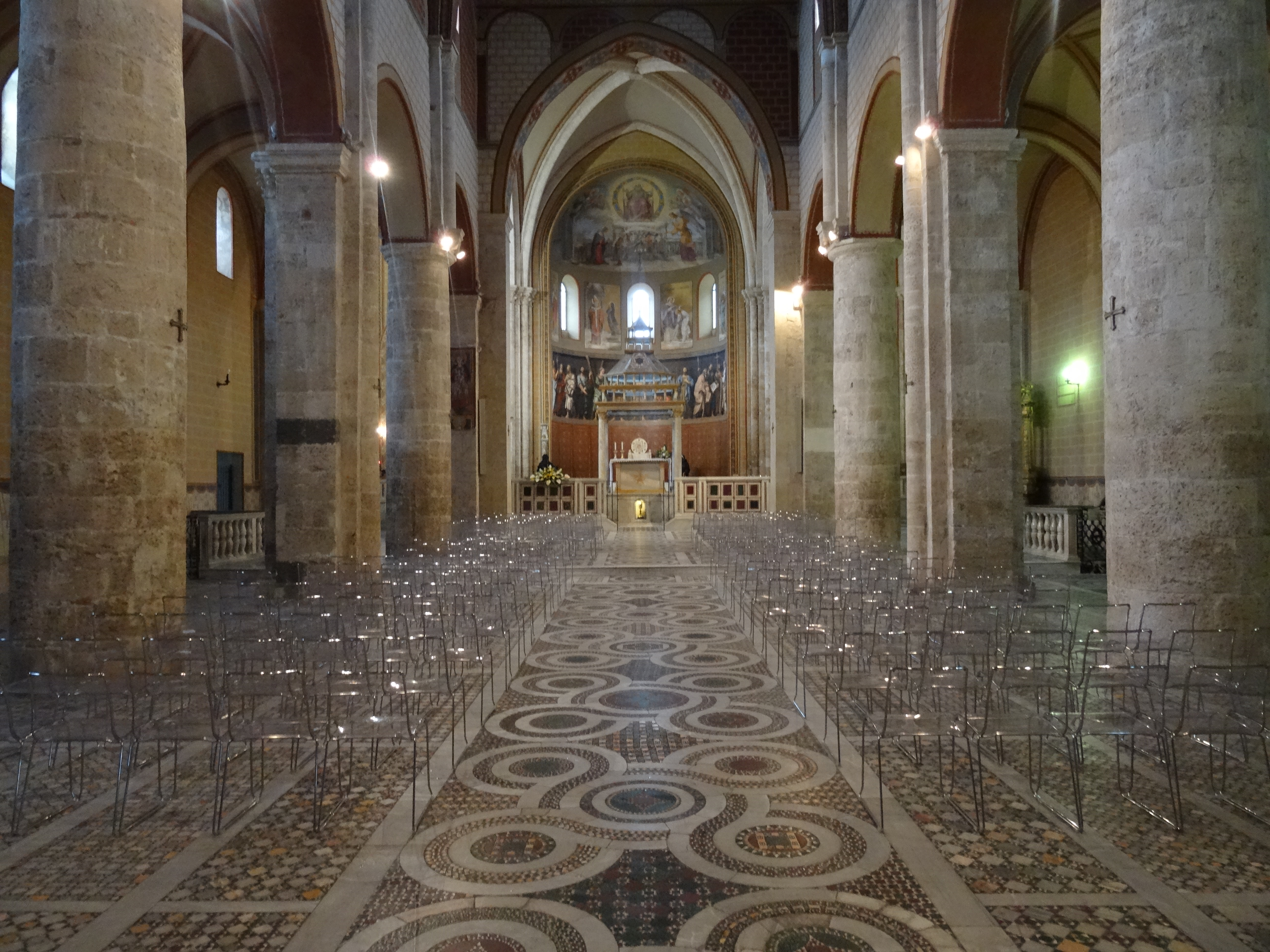
Innenraum des Doms
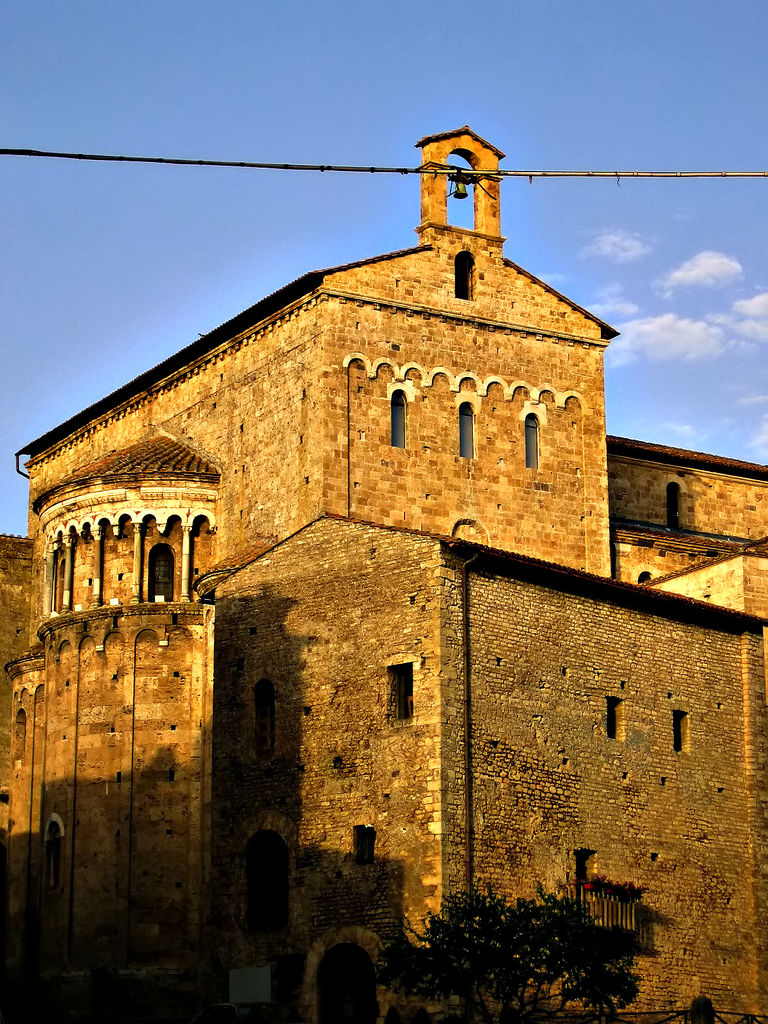
Kathedrale (Außenansicht)
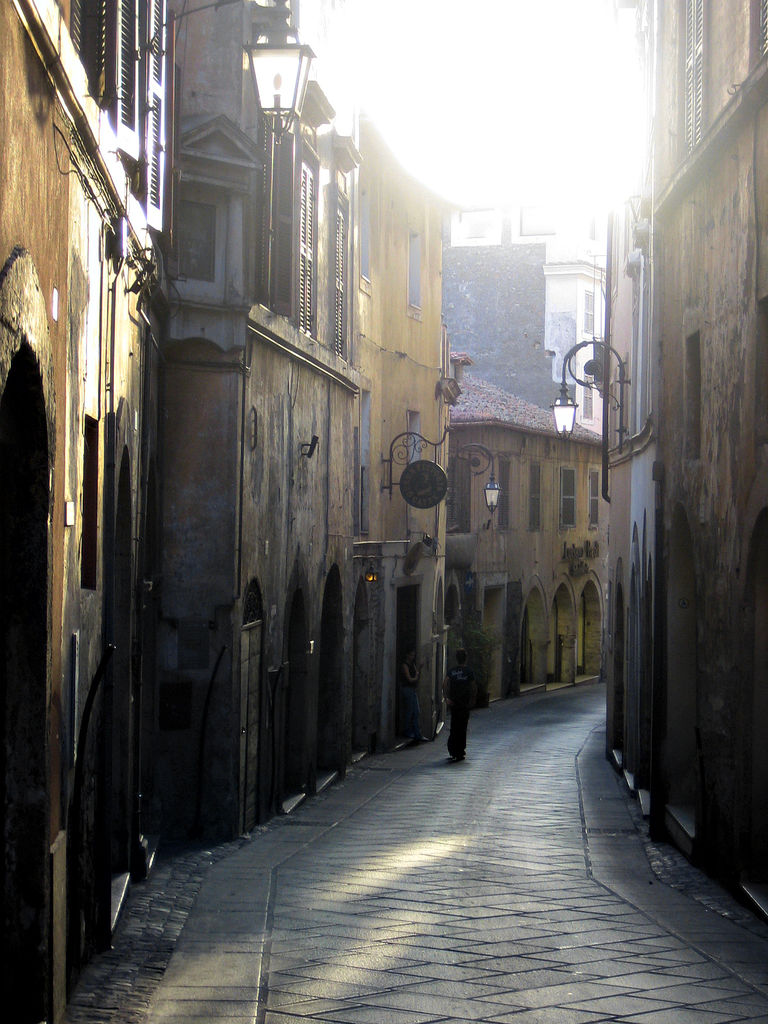
Straße in Anagni

## Bevölkerungsentwicklung
| Jahr      | 1881  | 1901  | 1921   | 1936   | 1951   | 1971   | 1991   | 2001   | 2011   | 2021   |
| --------- | ----- | ----- | ------ | ------ | ------ | ------ | ------ | ------ | ------ | ------ |
| Einwohner | 7.758 | 9.612 | 10.746 | 12.396 | 14.620 | 15.984 | 19.314 | 19.134 | 21.441 | 20.792 |

Quelle: ISTAT

## Partnerstädte
- L’Isle-sur-la-Sorgue in der Provence
- Gnesen in Polen
- Migdal haEmek in Israel

## Persönlichkeiten
- Saxo von Anagni (2. Hälfte 11. Jahrhundert–1133), Kardinal
- Gregor IX. (ca. 1167–1241), Papst
- Alexander IV. (ca. 1199–1261), Papst
- Bonifatius VIII. (ca. 1235–1303), Papst
- Andrea dei Conti (1240–1302), Seliger
- Silvestro Belli (1781–1844), Kardinal
- Giuseppe Pecci (1807–1890), Jesuit, Kardinal
- Achille Apolloni (1812–1893), Kardinal
- Enrico Sibilia (1861–1948), Diplomat des Heiligen Stuhls
- Manuela Arcuri (* 1977), Schauspielerin

## Kulinarische Spezialitäten
In Anagni wird ein besonderes Gebäck, die Zaoiardi di Anagni, hergestellt.